# ملفين إيرل كامينغز
ملفين إيرل كامينغز (بالإنجليزية: Melvin Earl Cummings)‏ هو نحات أمريكي، ولد في 13 أغسطس 1876 في سولت ليك في الولايات المتحدة، وتوفي في 21 يوليو 1936.